# هوغو سينتينو جونيور
هوغو سينتينو جونيور (بالإنجليزية: Hugo Centeno, Jr.)‏ مواليد 19 فبراير 1991 في أوكسنارد، هو ملاكم محترف أمريكي يصنف ضمن فئة الوزن المتوسط.

## إحصائيات
خاض خلال مسيرته 26 نزالا، فاز في 24 ولم يتعادل وخسر في 1. فاز بالضربة القاضية في 12 نزالا.

## وصلات خارجية
- هوغو سينتينو جونيور على موقع بوكس ريك (الإنجليزية) (registration required)

- الموقع الرسمي